# Yo'okop
Yo'okop est un site archéologique maya situé dans l'État de Quintana Roo, au Mexique.